# Jean-Marie Vernois de Montjournal
Jean-Marie Vernois de Montjournal est un prélat français du XVIIIe siècle, abbé de l’abbaye de La Ferté.

## Biographie
Jean-Marie Vernois de Montjournal est fils de François de Montjournal, président à la Cour des aides de Moulins, et de Françoise Hallier, il est né le 3 mars 1663. D’abord moine à La Ferté puis docteur a la Faculté de théologie à Paris, il professe la philosophie à La Ferté et ensuite au collège Saint-Bernard de Paris. Le 28 mai 1708 le roi le nomme abbé de Saint-Sulpice près du Belley, mais il ne prit pas possession de cette abbaye et fut élu abbé de La Ferté le 14 mars 1710, succédant à l'abbé Claude Petit. L’évêque de Chalon, Henri Félix de Tassy, le sacre le 21 septembre suivant dans l’église de La Ferté en présence de Joseph Caron, abbé de Pontigny, et de Lazare Languet, ancien prieur de La Ferté et abbé de Saint-Sulpice. Il meurt d’une attaque d’apoplexie le 28 décembre 1728, âgé de 63 ans.

## Source
- Léopold Niepce, Histoire du canton de Sennecey-le-grand (Saône et Loire) et de ses dix-huit communes, tome deuxième. Lyon : Impr. A. Vingtrinier, V. Cartay successeur, 1877, p. 321